# Adriana Lavat
Adriana Lavat (Chilpancingo, estat de Guerrero, Mèxic) és una actriu mexicana filla de l'actor mexicà Jorge Lavat. Va presentar el 1999 el programa de televisió "A Que no te Atreves". Està divorciada del futbolista Rafael Márquez. És col·laboradora del programa espanyol Channel nº4, de Cuatro.

## Biografia
Filla de l'actor mexicà Jorge Lavat, i neboda de la també actriu Queta Lavat, va presentar en 1999 el programa de televisió A que no te atreves, que no va tenir molt èxit.
Es va casar amb el futbolista Rafael Márquez Álvarez el 27 de desembre de 2003 a l'església de Sant Fernando, al centre històric de la ciutat de Mèxic, sent testimoni d'honor el fill de tots dos, Santiago. Es van divorciar el 25 de octubre de 2007.
Es van divorciar el 25 d'octubre de 2007. Van tenir dos fills, Santiago i Rafaela. Va ser col·laboradora del programa espanyol Channel núm.4, de Cuatro, i va participar en el programa de monòlegs de la Sexta El Club de Flo. Va reaparèixer en televisió donant vida a Laura en la sèrie d'Antena 3, 700 euros, diario secreto d'una call girl. El 2014 torna a les telenovel·les amb Marido en alquiler (Telemundo) y participa en Tierra de reyes.

## Filmografia
- 1992: Mágica juventud (sèrie de televisió)
- 1995: María José (sèrie de televisió)
- 1995: Acapulco, cuerpo y alma (sèrie de televisió): Liliana
- 1996: Las Locuras de mamá (sèrie de televisió): Remedios
- 1997: Pueblo chico, infierno grande (sèrie de televisió): Dora Luz
- 1998: Vivo por Elena (sèrie de televisió): Adriana
- 1999: A que no te atreves (sèrie de televisió): Host
- 1999: Alma rebelde (sèrie de televisió): Juanita
- 2001: Inspiración: Adri
- 2008: 700 euros, Diario secreto de una call girl: Laura (Antena 3)
- 2013: Marido en alquiler: Marcela Cortés (Telemundo)
- 2014-2015: Tierra de reyes: Soledad Flores (Telemundo)
- 2017-2018: El camion de Joe: Federica de Santiri (Poseisa)